# Muréna šedá

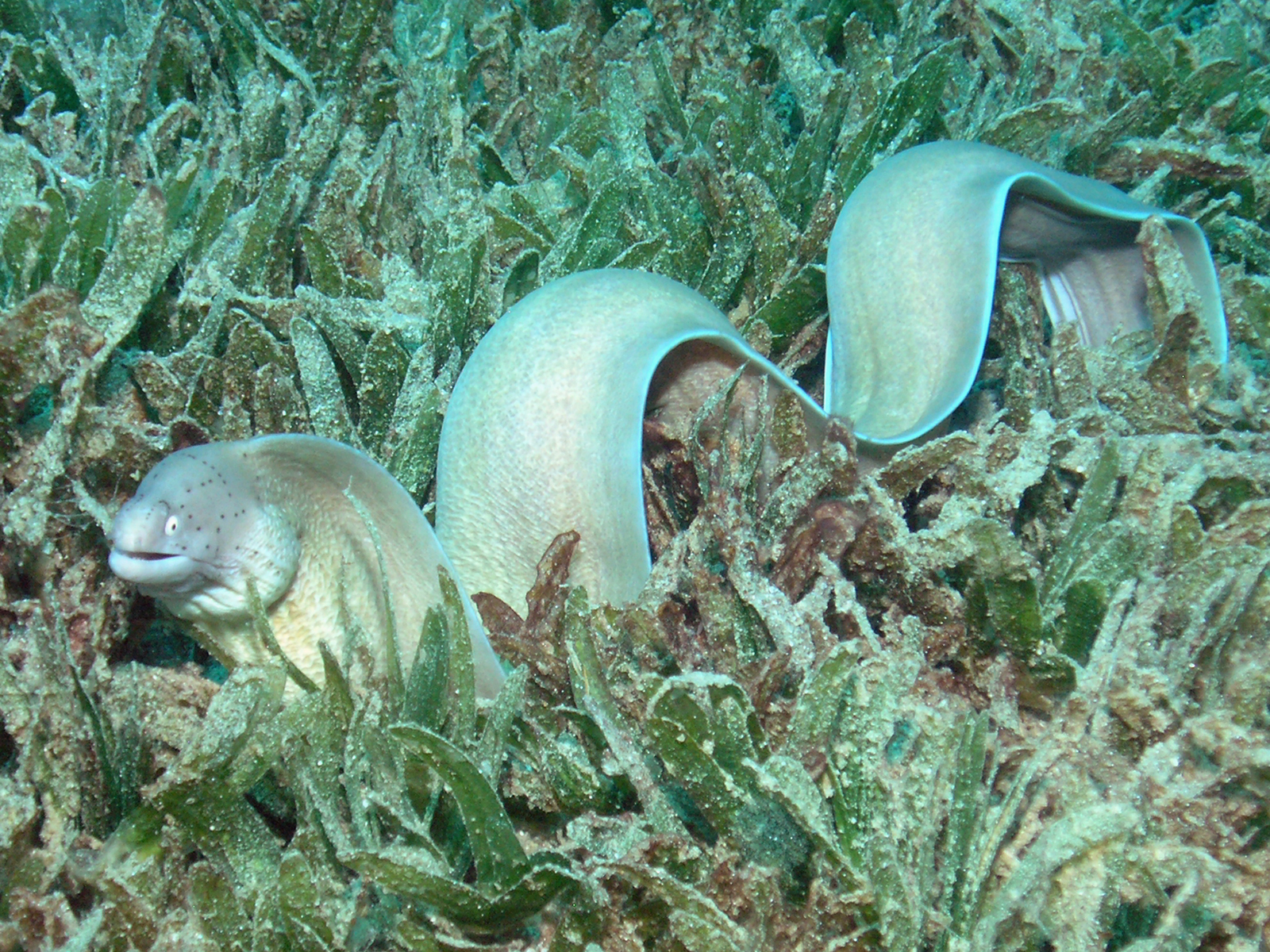
Muréna šedá

Muréna šedá (Gymnothorax griseus) je běžný druh murény v Rudém moři a ve východním Indickém oceánu. Tato dravá ryba žije na svazích vnějších útesů, využívá skrýší v korálových útesech, zalézá do děr.
Je zabarvena došeda s narůžovělými či rezavými odstíny, čelo má zdobené tečkami či čárkami, oči jsou bíložluté s černou panenkou. Dosahuje velikosti až 65 cm.